# Markos György (humorista)
Markos György (eredetileg Markstein György, Budapest, 1946. július 22. –) Karinthy-gyűrűs magyar színész, humorista, parodista.

## Élete
Édesapja Alfonzó, a híres színész, komikus és parodista, anyja Weisz Anna (1917–1975) volt.  Miután leérettségizett, előbb a Színház- és Filmművészeti Főiskolára járt, majd pedig az ELTE Bölcsészettudományi Karán diplomázott, középiskolai tanárként is dolgozott.
1971–1974 között a Thália Színházban játszott, majd 1974 és 1982 között főleg külföldön szerepelt. 1982-ben benevezett a Magyar Rádió Humorfesztiváljára, ahol Nádas Györggyel fellépve óriási sikert aratott, melyből szinte természetszerűleg adódott, hogy duóként folytatták pályájukat. Markos gyors, hirtelen ám annál biztosabb rögtönzőképességével (melyből adódóan szövegeit azóta sem formálta, formálja késszé) szinte azonnal a legnagyobb nevettetők közé emelkedhetett. Saját bevallása szerint gyakran maga sem tudja, hogyha elkezd egy mondatot, akkor annak mi lesz a vége.
A sikert kiaknázva még abban az évben leszerződtette őket a Mikroszkóp Színpad, párosuk pedig a kor első számú médiaattrakciója lett. A Mikroszkópon 1992-ig léptek fel együtt. A Markos-Nádas-duó fénykora nagyjából az 1990-es évek közepéig tartott, azóta külön utakat járnak, bár egy-egy televíziós kabaréban, show-műsorban még „újraegyesülnek”.
Egészségi állapota 2000-ben megromlott, stroke-ot kapott, melyből teljesen felépült, majd 2005-ben egy kórházi terheléses teszt közben szívrohamot kapott, de ebből is felgyógyult.

## Díjai
- Karinthy-gyűrű (1991)
- A Magyar Köztársasági Érdemrend tisztikeresztje (2004)

## Fellépései
- Alfonshow
- Négyen az árban (1961)
- Magyar Rádió 1982-es Humorfesztiválja
- számtalan szórakoztató műsor és kabaré

## Tv-műsorok
- TV-Taxi: Irány 2007! (2006. december 31., M1)
- Bazi NAGY Vita (2005. december 31., M1)
- Markos-Nádas: Legnehezebb emberek (2000. december 31., RTL Klub)
- Heti Hetes (1999. december 31., RTL Klub)
- Markos-Nádas-Boncz: Még nehezebb emberek (1999. december 31., RTL Klub)
- Markos-Nádas-Boncz: Nagyon nehéz emberek (1998. december 31., RTL Klub)
- Markos-Nádas-Boncz: Hangoskodni tilos! – Eredetileg a tv2 1997-es szilveszteri műsorához készült 1997 decemberében, ám az utolsó pillanatban – napokkal szilveszter előtt – a tv2 mégsem engedélyezte a sugárzást, helyette gyorsan rögzítették a Mikroszkóp Színpad kabaréját. Az elmaradt műsor később VHS-en megjelent.
- Rádióaktív BUÉK! (1993. december 31., MTV 1) – szereplő
- Paródia percek (1992. december 31., MTV 2) – szereplő
- Élő Hócipő: Kárpót Medence (1991. december 31., MTV 2) – szereplő